# Episodi de L'ispettore Barnaby (ventesima stagione)
La ventesima stagione del telefilm L'ispettore Barnaby è stata interamente pubblicata negli Stati Uniti il 3 maggio 2018 sul servizio streaming statunitense Acorn TV. Nel Regno Unito, è andata in onda dal 10 marzo 2019 al 14 gennaio 2020 su ITV. 
In Italia, la stagione è stata trasmessa dal 25 novembre al 30 dicembre 2018 su Giallo.
| nº | Titolo originale           | Titolo italiano                     | Pubblicazione USA | Prima TV UK     | Prima TV Italia  |
| -- | -------------------------- | ----------------------------------- | ----------------- | --------------- | ---------------- |
| 1  | The Ghost of Causton Abbey | Il fantasma dell'Abbazia di Causton | 3 maggio 2018     | 10 marzo 2019   | 25 novembre 2018 |
| 2  | Death of the Small Coppers | Morte delle "Argo Bronzeo"          | 3 maggio 2018     | 17 marzo 2019   | 2 dicembre 2018  |
| 3  | Drawing Dead               | Un disegno di morte                 | 3 maggio 2018     | 19 maggio 2019  | 9 dicembre 2018  |
| 4  | The Lions of Causton       | I Lions di Causton                  | 3 maggio 2018     | 26 agosto 2019  | 16 dicembre 2018 |
| 5  | Till Death Do Us Part      | Finché morte non ci separi          | 3 maggio 2018     | 6 gennaio 2020  | 23 dicembre 2018 |
| 6  | Send in the Clowns         | Fate entrare i clown                | 3 maggio 2018     | 14 gennaio 2020 | 30 dicembre 2018 |